# Briukhovétskaia
Briukhovétskaia - Брюховецкая (rus) - és una stanitsa del krai de Krasnodar, a Rússia. És a la vora esquerra del riu Beisujok Levi, a la seva confluència amb el Beisug, al davant de Pereiàslovskaia, a 85 km al nord de Krasnodar.
Pertanyen a aquesta stanitsa els khútors de Garbúzovaia Balka, Imernitsin, Kavkazski, Kràsnaia Zvezdà, Kràsnaia Niva, Kràsnaia Poliana, Kuban, Pobeda, Podi, Privolni, Rogatxi i Txkalova.
- Garbúzovaia Balka - Гарбузовая Балка (rus). És a 15 km al nord-oest de Briukhovétskaia i a 92 km al nord de Krasnodar.
- Imernitsin - Имерницин (rus). És a 9 km al sud-est de Briukhovétskaia i a 75 km al nord de Krasnodar.
- Kavkazski - Кавказский (rus). És a la vora esquerra del riu Beisujok, afluent del Beisug, a 7 km al sud de Briukhovétskaia i a 77 km al nord de Krasnodar.
- Kràsnaia Niva - Красная Нива (rus). És a la vora dreta del riu Beisujok, afluent del Beisug, a 4,5 km al sud de Briukhovétskaia i a 79 km al nord de Krasnodar.

## Història
L'stanitsa fou fundada el 1794, per això és un dels quaranta primers assentaments cosacs a la zona del Kuban. Fou batejada amb el nom de l'ataman escollit el 1659 i més endavant hetman dels Zaporoges, Ivan Briukhovetski. Fou traslladada en dues ocasions fins al 1803. Fins al 1843 era coneguda com a Briukhovetskoi. El 1847 va inaugurar-s'hi una fàbrica de maons i el 1849 i el 1908 s'hi edificaren dues esglésies. El 1904 es va regular el cabal del riu Beisug entre Briukhovétskaia i Pereiàslovskaia mitjançant una presa. El 1916 s'hi va obrir una escola secundària.